# Advance Guardian Heroes
Advance Guardian Heroes (アドバンスガーディアンヒーローズ) est un jeu vidéo de type beat them all développé par Treasure, sorti en 2004 sur Game Boy Advance. Il s'agit de la suite de Guardian Heroes sorti sur Sega Saturn en 1996.

## Accueil
- Edge : 6/10[1]
- Electronic Gaming Monthly : 6,83/10[2]
- Game Informer : 7/10[3]
- Gamekult : 7/10[4]
- GameSpot : 6,9/10[5]
- GameSpy : 3,5/5[6]
- GameZone : 6/10[7]
- IGN : 6/10[8]
- Jeuxvideo.com : 9/20[9]